# Dell Comics
Dell Comics fue la división de Dell Publishing dedicada a la publicación de historietas. Tuvo sus comienzos en las revistas pulp y publicó historietas entre 1929 y 1973 llegando a ser una de las compañías más exitosas del medio.

## Trayectoria

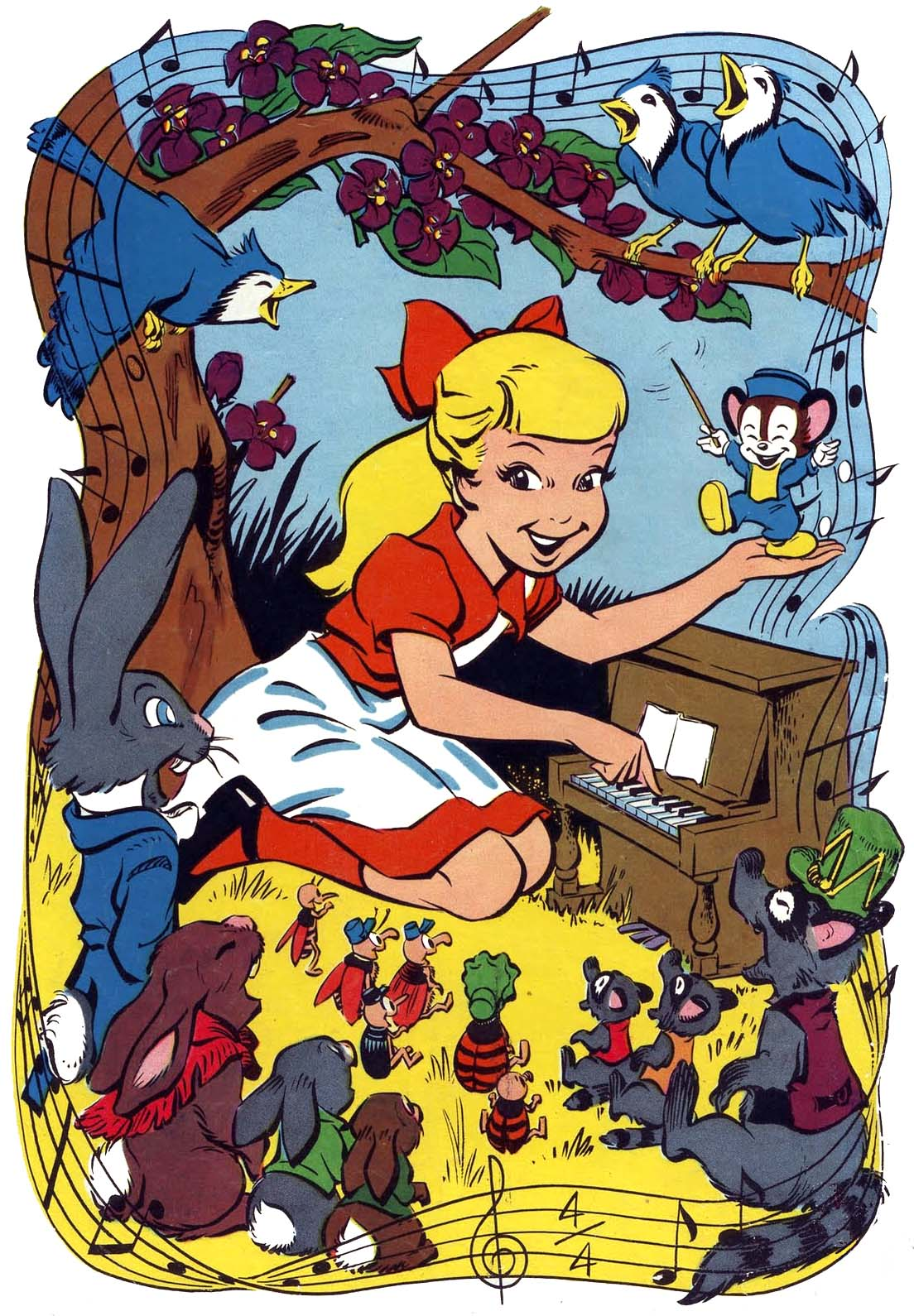
Mary Juana y Sifo (Mary Jane and Sniffles), y otros personajes de Fantasías animadas de ayer y hoy.

Su primer título fue The Funnies, primera historieta en mostrar material original, pero al ser publicada en el formato de tabloide, no es reconocida como tal.
La compañía se unió a Western Publishing en 1938, Dell financiaba y distribuía las publicaciones que Western hiciera. Aunque era diferente a la práctica de las compañías de aquellos años, la unión fue exitosa y vendió millones de títulos.
Dell Comics es conocido por su material basado en otros productos, especialmente los de personajes animados de Walt Disney Productions, Warner Brothers, Metro-Goldwyn-Mayer y Walter Lantz Studio junto a personajes de cine y televisión como Tarzán. Los escritores y artistas Walt Kelly y Carl Barks fueron los empleados más famosos de la compañía. Otros conocidos escritores fueron Gaylord DuBois, Paul S. Newman, Don "Arr" Christensen, John Stanley, Bob Gregory, Robert Schaefer y Eric Freiwald, Lloyd Turner y Carl Fallberg. Algunos artistas que trabajaron para Dell incluyen Fred Harman, Alex Toth, Russ Manning, Jesse Marsh, Paul Murry, Tony Strobl, Harvey Eisenberg, Ken Hultgren, Dick Moores, Jack Bradbury, Jack Manning, Bill Wright, Pete Alvarado, Dan Spiegle, Paul Norris, Frank Bolle y John Buscema. El escritor Charles Beaumont hizo varias historias para los primeros años de Dell Comics, todas hechas junto a William F. Nolan.
Entre 1939 y 1962, el título más exitoso fue la antología Four Color. Publicada varias veces al mes, el título tuvo más de 1300 números en sus 23 años de historia.
El fin de Four Color en 1962 coincidió con el término de la unión con Western, que se quedó con gran parte de las creaciones y creó su propio sello, Gold Key Comics.
Dell Comics continuó por 11 años con publicaciones basadas series de televisión y películas (incluyendo Mission: Impossible, Ben Casey, Burke's Law, Doctor Kildare, Beach Blanket Bingo) y algunos títulos originales. Entre algunas series que tuvieron éxito durante este tiempo están Thirteen Going on Eighteen (29 números, escritos por John Stanley), Ghost Stories (37 números, el primero fue escrito por John Stanley), Combat (40 números), Ponytail (20 números), Kona Monarch of Monster Isle (20 números), Toka the Jungle King (10 números), y Naza Stone Age Warrior (9 números).  Dell intentó hacer algunas historietas sobre superhéroes, como Nukla, Fab 4, Brain Boy.
Dell Comics dejó de publicar en 1973, algunos de sus títulos fueron trasladados a Gold Key.